# كوستاكيس أرتيماتاس
كوستاكيس أرتيماتاس (باليونانية: Κωστάκης Αρτυματάς)‏ (15 أبريل 1993 في قبرص - ) هو لاعب كرة قدم قبرصي في مركز الوسط. شارك مع منتخب قبرص تحت 19 سنة لكرة القدم ومنتخب قبرص تحت 21 سنة لكرة القدم ومنتخب قبرص لكرة القدم. أما مع النوادي، فقد لعب مع نادي أبويل ونوتينغهام فورست وإينوسيس نيون باراليمني ‏.

## وصلات خارجية
- كوستاكيس أرتيماتاس على موقع الاتحاد الدولي (مؤرشف)  (الإنجليزية)
- كوستاكيس أرتيماتاس على موقع الاتحاد الأوربي (الإنجليزية)
- كوستاكيس أرتيماتاس على موقع قاعدة بيانات كرة القدم.إي يو (الإنجليزية)
- كوستاكيس أرتيماتاس على موقع ناشيونال فوتبول تيمز (الإنجليزية)
- كوستاكيس أرتيماتاس على موقع Soccerway.com (الإنجليزية)
- كوستاكيس أرتيماتاس على موقع AS.com (الإسبانية)